# オセオラ郡 (フロリダ州)
オセオラ郡（英: Osceola County、[ɒsiˈoʊlə], o-si-OH-lə）は、アメリカ合衆国フロリダ州のフロリダ半島中央部に位置する郡である。人口は38万8656人（2020年）。郡庁所在地はキシミーであり、同郡で人口最大の都市である。

## 歴史
オセオラ郡は1887年に設立された。郡名はインディアンの指導者オセオラから採られた。その意味は"Black Drink Cry [Asi Yaholo]"　である。
1821年7月21日、フロリダは西のエスカンビア郡と、東のセントジョンズ郡の2郡に分けられた。1824年、セントジョンズ郡南部がモスキート郡となり、エンタープライズを郡庁所在地とした。フロリダが州に昇格した1845年、モスキート郡がオレンジ郡と改名された。1844年、モスキート郡からブレバード郡 が分離した。1887年5月12日、オレンジ郡とブレバード郡の一部を合わせて、オセオラ郡が設立された。1917年まで南のオキーチョビー湖までが郡域に入っていたが、この年にオキーチョビー郡が分離した。
20世紀後半からは、郡内にプエルトリコからの移民が大挙流入し、2000年国勢調査では、プエルトリコ人を先祖と申告した住民比率が最大になった。

## 郡政府
オセオラ郡はチャーター（憲章）郡であり、フロリダ州の行政小区分である。郡民は1992年3月に郡憲章を承認し、1992年10月1日に執行となった。この憲章の下での郡政府の構造は、フロリダ州法で規定される郡政府の構造とそれほど違っている訳ではない。
オセオラ郡政府は3組の選挙で選ばれる役人によって統治され、それぞれが政府の独立した部門を管轄している。1つは5人の委員による郡政委員会であり、1つは5人の憲法で決められた役人、もう1つは多くの司法役人である。州法の下で郡政委員会は、憲法で決められた役人と司法役人、ならびに委員会自体の部門を含め郡政府の予算を手当てする責任がある。それぞれの独立した役人は独自の計画を管理する役割が決まっている。郡政委員会は独自の部門のみを監督する。
郡内には5つの選挙区があり、それぞれ1人の郡政委員を選出している。この委員が郡政委員会を構成し、郡マネジャーを指名する。委員会監査官と郡検察官もいる。

## 地理
アメリカ合衆国国勢調査局に拠れば、郡域全面積は1,506.35平方マイル (3,901.4 km2)であり、このうち陸地1,321.90平方マイル (3,423.7 km2)、水域は184.45平方マイル (477.7 km2)で水域率は12.24%である。

### 交通

#### 主要高規格道路

##### 州間高速道路と有料道路
- 州間高速道路4号線
- フロリダ・ターンパイク
- フロリダ州道417号線
- フロリダ州道429号線
- オセオラ・パークウェイ（郡道522号線）

##### 平面道路
- アメリカ国道441号線（オレンジ・ブロッサム・トレイル/アーロ・ブロンソン記念ハイウェイ）
- /  アメリカ国道17号線/アメリカ国道92号線（オレンジ・ブロッサム・トレイル）
- アメリカ国道192号線/フロリダ州道530号線（バイン/アーロ・ブロンソン記念ハイウェイ）
- フロリダ州道15号線（コンウェイ/ナークーシー道路）
- フロリダ州道60号線
- 郡道531号線A （ジョン・ヤング・パークウェイ/オレンジ・ブロッサム・トレイル）

### 隣接する郡
- オレンジ郡 - 北
- ブレバード郡 - 北東
- インディアンリバー郡 - 東
- オキーチョビー郡 - 南東
- ハイランズ郡 - 南
- ポーク郡 - 西
- レイク郡 - 北西

## 人口動態
以下は2010年国勢調査による人口統計データである。
| 基礎データ - 人口: 268,685人 - 世帯数: 92,526 世帯 - 人口密度: 50人/km2（203人/mi2） - 住居数: 128,170軒 - 住居密度: 21軒/km2（60軒/mi2） 人種別人口構成 - 白人: 40.0% - アフリカン・アメリカン: 12.8% - ネイティブ・アメリカン: 0.7% - アジア人: 3.0% - 太平洋諸島系: 0.2% - 混血: 2.5% - ヒスパニック・ラテン系: 43.2% - プエルトリコ系: 25.0% 年齢別人口構成 - 18歳未満: 26.8% - 18-24歳: 9.3% - 25-44歳: 31.0% - 45-64歳: 21.6% - 65歳以上: 11.4% - 年齢の中央値: 35歳 - 性比（女性100人あたり男性の人口） - 総人口: 97.2 - 18歳以上: 94.2 | 世帯と家族（対世帯数） - 18歳未満の子供がいる: 36.4% - 結婚・同居している夫婦: 56.1% - 未婚・離婚・死別女性が世帯主: 12.8% - 非家族世帯: 26.1% - 単身世帯: 19.1% - 65歳以上の老人1人暮らし: 7.0% - 平均構成人数 - 世帯: 2.79人 - 家族: 3.18人 収入と家計 - 収入の中央値 - 世帯: 39,214米ドル - 家族: 44,061米ドル - 性別 - 男性: 30,034米ドル - 女性: 23,750米ドル - 人口1人あたり収入: 20,536米ドル - 貧困線以下 - 対人口: 13.3% - 18歳未満: 14.7% - 65歳以上: 8.6% |

## 都市と町

### 法人化自治体
1. キシミー市 - 郡庁所在地
2. セントクラウド

### 郊外開発
現在、デスティニーと呼ぶ新郊外地が計画されている。これが完成すると、24万人の住人が住むことができる。

### 未編入の町
- ブエナベンチュラレイクス
- ブルクリーク
- キャンベル
- セレブレーション
- ディアパーク
- ハーモニー
- ホロポー
- ケナンズビル
- ポインシアナ
- イーホージャンクション

### 特殊地区
- リーディクリーク改良地区（ウォルト・ディズニー・ワールドのために創られた特殊課税地区）

## 教育
郡内の公共教育はオセオラ郡教育学区が管轄している

### 高等教育機関
- バレンシア・カレッジ・オセオラ・キャンパス
- フロリダ・クリスチャン・カレッジ

### 図書館
- ハート記念中央図書館
- 退役兵記念図書館、セントクラウド支所
- ブエナベンチュラレイクス支所
- ポインシアナ支所
- 西オセオラ支所
- カナンズビル支所
- ナークーシー図書館分館